# 福田督
福田 督（ふくだ ただし、1942年8月11日 - 2019年8月11日）は、日本の実業家。中国電力相談役。

## 経歴
- 1966年 慶應義塾大学商学部卒業
- 1966年 中国電力入社
- 1985年 同社 燃料対策室課長
- 1988年 同社 経理部財務担当課長
- 1990年 同社 経理部特別資金担当課長
- 1991年 同社 経理部次長
- 1993年 同社 岡山支店岡山営業所長
- 1995年 同社 企画室部長
- 1997年 同社理事 企画室部長
- 1999年 同社取締役 広島支店長
- 2001年 同社常務取締役 販売事業本部副本部長
- 2003年 同社取締役副社長 販売事業本部長
- 2005年 同社取締役副社長 エネルギア事業部門長
- 2006年 同社取締役会長代表取締役
- 2011年 同社相談役

2006年に同社としては初めて社長職を経ずに会長職に就任した。
中国電力入社同期に山下隆（中国電力会長）等。
- 2019年8月11日、死去[1]。

## その他の活動
- 中国経済連合会第六代会長